# Brunet Francisco Hay
Brunet Francisco Hay (7 de setembro de 1984) é um futebolista panamenho que atua como atacante. Atualmente joga pelo Club Atlético Nacional Potosí.